# Myrcia microstachya
Myrcia microstachya là một loài thực vật có hoa trong Họ Đào kim nương. Loài này được Krug & Urb. mô tả khoa học đầu tiên năm 1892.